# Yang Chuantang
Yang Chuantang (Yucheng (Dezhou), mei 1951) is een Chinees politicus.

## Levensloop
Yang werd lid van de Communistische Partij van China in 1976.
Hij was gouverneur van de provincie Qinghai van januari tot december 2004. Van december 2004 tot november 2005 was hij de elfde partijsecretaris van het Autonoom Regionaal Comité van de Tibetaanse Autonome Regio.
Medio jaren 2000 is hij vicedirecteur van de Nationale Commissie van Etnische Zaken.